# Farm Aid
Farm Aid est un festival caritatif dont la première manifestation eut lieu  le 22 septembre 1985 à Champaign, dans l'Illinois, afin de collecter des fonds pour les familles d'agriculteurs américaines. Le concert fut organisé par Willie Nelson, John Mellencamp et Neil Young, inspiré par un commentaire de Bob Dylan lors du Live Aid de la même année, espérant qu'une partie des fonds aiderait les fermiers américains surendettés et menacés de perdre leurs exploitations.
Le premier concert fut tenu à l'université de l'Illinois à Urbana-Champaign et au Memorial Stadium à Champaign le 22 septembre devant 80 000 personnes. Les artistes comprenaient Bob Dylan, Billy Joel, B. B. King, Roy Orbison, entre autres, et récoltèrent plus de 9 millions de dollars.
Nelson et Mellencamp emmenèrent alors des familles d'agriculteurs devant le Congrès pour témoigner de leurs situations. Le Congrès adopta l'Agricultural Credit Act of 1987 (en) pour protéger ces familles de la saisie immobilière. Aujourd'hui, Farm Aid est une organisation qui travaille pour défendre les intérêts des familles d'agriculteurs et organise un concert annuel de country, de blues et de rock avec le concours de nombreux artistes. Les organisateurs comptent entre autres Nelson, Mellencamp, Young, et Dave Matthews. Les discours de Young sur l'environnement sont des points d'orgue de ces rassemblements. Depuis le concert initial, l'organisation a mis en place une ligne directe pour les agriculteurs, ainsi que des associations d'agriculteurs. Farm Aid gère également un fonds de secours pour les agriculteurs en cas de catastrophes naturelles, qui a pu servir lors de l'ouragan Katrina ou des tornades de 2011. Les fonds récoltés sont utilisés pour payer certaines dépenses d'agriculteurs, pour fournir de la nourriture, une assistance judiciaire et financière, ainsi qu'une assistance psychologique.

## Liste de concerts
Jusqu'en 2015, les concerts de Farm Aid ont été tenus dans les lieux suivants:
| Farm Aid                             | Date              | Ville (État)                    | Lieu                                         | Groupes | Notes                                                                                                  |
| Farm Aid                             | 22 septembre 1985 | Champaign (Illinois)            | Memorial Stadium                             | Alabama, Hoyt Axton, The Beach Boys, The Blasters, Bon Jovi, Glen Campbell, Johnny Cash, David Allan Coe, John Conlee, Charlie Daniels Band, John Denver, Bob Dylan, John Fogerty, Foreigner, Vince Gill, Arlo Guthrie, Sammy Hagar, Merle Haggard, Daryl Hall, Emmylou Harris, Don Henley, Waylon Jennings, Billy Joel, Randy Newman, George Jones, Rickie Lee Jones, B. B. King, Carole King, Kris Kristofferson, Huey Lewis, Loretta Lynn, Roger McGuinn, John Mellencamp, Roger Miller, Joni Mitchell, Nitty Gritty Dirt Band, Willie Nelson, Roy Orbison, Tom Petty and the Heartbreakers, Charley Pride, Bonnie Raitt, Lou Reed, Kenny Rogers, Brian Setzer, Sissy Spacek, Tanya Tucker, Van Halen, Debra Winger, Neil Young, Dave Milsap, Joe Ely, Judy Rodman, X | Premier Farm Aid Van Halen y présente son nouveau chanteur Sammy Hagar                                 |
| Farm Aid II                          | 4 juillet 1986    | Manor (Texas)                   | Manor Downs Racetrack                        | Alabama, The Beach Boys, The Bellamy Brothers, The Blasters, Judy Collins, Rita Coolidge, Bob Dylan, Steve Earle, Joe Ely, Exile, The Fabulous Thunderbirds, Emmylou Harris, Julio Iglesias, Rick James, Jason & the Scorchers, Waylon Jennings, George Jones, Bon Jovi, Nicolette Larson, Los Lobos, John Mellencamp, Vince Neil, Willie Nelson, Tom Petty and the Heartbreakers, Steppenwolf, Taj Mahal, Stevie Ray Vaughan, Joe Walsh, Neil Young, X, The Unforgiven | The Grateful Dead, Bob Dylan et Tom Petty and the Heartbreakers se produisirent à distance             |
| Farm Aid III                         | 19 septembre 1987 | Lincoln (Nebraska)              | Memorial Stadium                             | Alex Harvey, Emmylou Harris, Steppenwolf, Vince Gill, Lyle Lovett, John Denver, Lou Reed, John Mellencamp, Neil Young, Bandaloo Doctors, Joe Walsh, Willie Nelson, The Unforgiven, Dr. Starr | The Grateful Dead se produisirent à distance                                                           |
| Farm Aid 1989                        | 1989              | -                               | -                                            | Willie Nelson | Le président de Farm Aid Willie Nelson effectua le Farm Aid sur 16 dates de sa tournée                 |
| Farm Aid IV                          | 7 avril 1990      | Indianapolis, Indiana           | Hoosier Dome                                 | Bonnie Raitt, John Mellencamp, John Hiatt, Carl Perkins, Arlo Guthrie, Gorky Park, Garth Brooks, John Denver, Bill Monroe, Alan Jackson, Asleep at the Wheel, Jackson Browne, Bruce Hornsby, Poco, Elton John, Lou Reed, Don Henley, Taj Mahal, Crosby, Stills, Nash and Young, Neil Young, Willie Nelson, Guns N' Roses, KT Oslin | Dernier concert de Steven Adler avec Guns N' Roses, et participation du groupe soviétique "Gorky Park" |
| Farm Aid V                           | 14 mars 1992      | Irving (Texas)                  | Texas Stadium                                | Arlo Guthrie, The Kentucky Headhunters, Texas Tornadoes, Bandaloo Doctors, Bonnie Raitt, Little Village, Tracy Chapman, Lynyrd Skynyrd, Petra, Paul Simon, Mary Chapin Carpenter, The Highwaymen, Lorrie Morgan, Ricky Van Shelton, Willie Nelson, Neil Young, John Mellencamp | - |
| Farm Aid VI                          | 24 avril 1993     | Ames (Iowa)                     | Jack Trice Stadium                           | Arlo Guthrie, The Jayhawks, Jann Arden, Lyle Lovett, Johnny Cash, Neil Young, Ricky Van Shelton, Willie Nelson, The Kentucky Headhunters, Marty Stuart, Charlie Daniels Band, Martina McBride, Bruce Hornsby, Bryan Adams, Ringo Starr, Black 47, The Highwaymen, Dwight Yoakam | - |
| Farm Aid VII                         | 18 septembre 1994 | La Nouvelle-Orléans (Louisiane) | Louisiana Superdome                          | Neville Brothers, Spin Doctors, Gin Blossoms, John Conlee, Kris Kristofferson, Willie Nelson, Neil Young & Crazy Horse, Deana Carter, Billy Joe Shaver, Al Hirt, Pete Fountain, David Allan Coe, Titty Bingo | - |
| Farm Aid '95: 10th Anniversary       | 1er octobre 1995  | Louisville (Kentucky)           | Cardinal Stadium                             | Hootie and the Blowfish, Dave Matthews Band, BlackHawk, John Conlee, The Supersuckers, Steve Earle, Willie Nelson, John Mellencamp, Neil Young | 10e anniversaire                                                                                       |
| Farm Aid '96                         | 12 octobre 1996   | Columbia (Caroline du Sud)      | Williams-Brice Stadium                       | Hootie and the Blowfish, Marshall Chapman, Beach Boys, Son Volt, Robert Earl Keen, Martina McBride, John Conlee, Jewel, Willie Nelson, John Mellencamp, Neil Young | - |
| Farm Aid '97                         | 4 octobre 1997    | Tinley Park (Illinois)          | Tweeter Center                               | Willie Nelson, Neil Young, John Fogerty, Beck, Dave Matthews Band, Steve Earle, The V-Roys, Mary Cutrufello, The Allman Brothers Band | - |
| Farm Aid '98                         | 3 octobre 1998    | Tinley Park (Illinois)          | Tweeter Center                               | Willie Nelson, Phish, Neil Young, John Mellencamp, Steve Earle, Del McCoury Band, Wilco | - |
| Farm Aid '99                         | 12 septembre 1999 | Bristow (Virginie)              | Nissan Pavilion                              | Susan Tedeschi, Keb' Mo', Deana Carter, Barenaked Ladies, Dave Matthews Band, John Mellencamp, Willie Nelson, Neil Young | - |
| Farm Aid 2000                        | 17 septembre 2000 | Bristow (Virginie)              | Nissan Pavilion                              | Crosby, Stills, Nash and Young, Arlo Guthrie, Sawyer Brown, Alan Jackson, Travis Tritt, North Mississippi Allstars, Barenaked Ladies, Tipper Gore, Willie Nelson | 15e anniversaire                                                                                       |
| Farm Aid 2001: A Concert for America | 29 septembre 2001 | Noblesville (Indiana)           | Verizon Wireless Music Center                | Willie Nelson, Neil Young, John Mellencamp, Dave Matthews, Doobie Brothers, Martina McBride | - |
| Farm Aid '02                         | 21 septembre 2002 | Burgettstown (Pennsylvanie)     | Post-Gazette Pavilion                        | Willie Nelson, Neil Young, John Mellencamp, Dave Matthews, Keith Urban, Lee Ann Womack, Kid Rock, Gillian Welch, Duane Cahill, Kenny Wayne Shepherd with Double Trouble, Drive-By Truckers, Los Lonely Boys, Anthony Smith | - |
| Farm Aid '03                         | 7 septembre 2003  | Columbus, Ohio                  | Germain Amphitheater                         | Willie Nelson, John Mellencamp, Dave Matthews, Neil Young and Crazy Horse, Emmylou Harris, Hootie and the Blowfish, Los Lonely Boys, Sheryl Crow, Brooks & Dunn, Titty Bingo, Trick Pony, Billy Bob Thornton, Daniel Lanois | - |
| Farm Aid '04                         | 18 septembre 2004 | Auburn (Washington)             | White River Amphitheater                     | Willie Nelson, Neil Young, John Mellencamp, Dave Matthews, Lucinda Williams, Steve Earle, Jerry Lee Lewis, Trick Pony, Tony Coleman, Blue Merle, Tegan and Sara, Kate Voegele, Kitty Jerry, Marc Broussard | |
| Farm Aid 2005: 20th Anniversary      | 18 septembre 2005 | Tinley Park (Illinois)          | First Midwest Bank Amphitheatre              | Willie Nelson, John Mellencamp, Neil Young, Dave Matthews, Arlo Guthrie, Buddy Guy, Collin Peterson et les Second Amendments, Drew Davis Band, Elizabeth Rainey, Emmylou Harris, James McMurtry, Jimmy Sturr & His Orchestra, John Mayer, Kate Voegele, Kathleen Edwards, Kenny Chesney, Los Lonely Boys, Shannon Brown, Supersuckers, Susan Tedeschi, Widespread Panic, Wilco, Barack Obama | 20e anniversaire                                                                                       |
| Farm Aid 2006                        | 30 septembre 2006 | Camden, New Jersey              | Tweeter Center                               | Willie Nelson, John Mellencamp, Neil Young, Dave Matthews, Jerry Lee Lewis with Roy Head, Los Lonely Boys, Arlo Guthrie, Gov't Mule, Steve Earle and Allison Moorer, Steel Pulse, Shelby Lynne, Nitty Gritty Dirt Band, Jimmy Sturr & his Orchestra, Pauline Reese, Danielle Evin | - |
| Farm Aid 2007: A Homegrown Festival  | 9 septembre 2007  | New York City, New York         | Randall's Island                             | Willie Nelson, John Mellencamp, Neil Young et Dave Matthews avec Merle Haggard, Ray Price, Billy Joe Shaver, Tim Reynolds, Gregg Allman, The Allman Brothers Band, Counting Crows, Matisyahu, Guster, The Derek Trucks Band, Warren Haynes, Supersuckers, The Ditty Bops, Montgomery Gentry, Jimmy Sturr, Danielle Evin, Jesse Lenat, Pauline Reese, Paula Nelson, Titty Bingo, 40 Points | - |
| Farm Aid 2008                        | 20 septembre 2008 | Mansfield, Massachusetts        | Comcast Center                               | Willie Nelson, John Mellencamp, Neil Young, Dave Matthews et Tim Reynolds avec Jerry Lee Lewis, Kenny Chesney, The Pretenders, moe., Arlo Guthrie, Steve Earle, Nation Beat, Grace Potter and the Nocturnals, Jakob Dylan and The Gold Mountain Rebels, Danielle Evin, Jamey Johnson, Jesse Lenat, Will Dailey, One Flew South, The Elms | - |
| Farm Aid 2009                        | 4 octobre 2009    | Maryland Heights, Missouri      | Verizon Wireless Amphitheater                | Willie Nelson, John Mellencamp, Neil Young, Dave Matthews et Tim Reynolds avec Jamey Johnson, Jason Mraz, Phosphorescent, Wilco, Will Dailey. | - |
| Farm Aid 2010: 25th Anniversary      | 2 octobre 2010    | Milwaukee, Wisconsin            | Miller Park                                  | Willie Nelson, John Mellencamp, Dave Matthews et Tim Reynolds, Neil Young, Jeff Tweedy, Kenny Chesney, Jason Mraz, Norah Jones, Band of Horses, Amos Lee, Robert Francis, BoDeans. | 25e anniversaire                                                                                       |
| Farm Aid 2011                        | 13 août 2011      | Kansas City, Kansas             | Livestrong Sporting Park                     | Willie Nelson, John Mellencamp, Neil Young, Dave Matthews, Jason Mraz, Jamey Johnson, Jakob Dylan, Lukas Nelson & Promise of the Real, Will Dailey & the Rivals, Billy Joe Shaver, Robert Francis, Ray Price, Rebecca Pidgeon, Hearts of Darkness, John Trudell, The Blackwood Quartet. | - |
| Farm Aid 2012                        | 22 septembre 2012 | Hershey, Pennsylvanie           | Hersheypark Stadium                          | Willie Nelson, John Mellencamp, Neil Young, Kenny Chesney, Dave Matthews & Tim Reynolds, Jack Johnson, ALO, Pegi Young & The Survivors, Lukas Nelson & Promise of the Real, Grace Potter & the Nocturnals, Dale Watson. | - |
| Farm Aid 2013                        | 21 septembre 2013 | Saratoga Springs, New York      | Saratoga Performing Arts Center              | Willie Nelson, Pete Seeger, John Mellencamp, Neil Young, Amos Lee, Dave Matthews & Tim Reynolds, Jack Johnson, Jamey Johnson, Kacey Musgraves, Toad the Wet Sprocket, Sasha Dobson, Carlene Carter, Lukas Nelson & Promise of the Real, Will Dailey, Bahamas, Pegi Young & The Survivors, Jesse Lenat, Insects vs Robots, The Blackwood Quartet | |
| Farm Aid 2014                        | 13 septembre 2014 | Raleigh (Caroline du Nord)      | Walnut Creek Amphitheatre                    | Willie Nelson, John Mellencamp, Neil Young, Dave Matthews & Tim Reynolds, Jack White, Preservation Hall Jazz Band, Jamey Johnson, Delta Rae, Carlene Carter, Pegi Young & The Survivors, Lukas Nelson & Promise of the Real, Insects vs Robots. | |
| Farm Aid 2015                        | 19 septembre 2015 | Chicago (Illinois)              | FirstMerit Bank Pavilion at Northerly Island | Willie Nelson, John Mellencamp, Neil Young, Dave Matthews & Tim Reynolds, Imagine Dragons, Jack Johnson, Kacey Musgraves, Old Crow Medicine Show, Jamey Johnson, Mavis Staples, Lukas Nelson & Promise of the Real, Holly Williams, Insects vs Robots, Blackwood Quartet | 30e anniversaire                                                                                       |